# Cyrtopogon lineotarsus
Cyrtopogon lineotarsus är en tvåvingeart som beskrevs av Charles Howard Curran 1923. Cyrtopogon lineotarsus ingår i släktet Cyrtopogon och familjen rovflugor. Inga underarter finns listade i Catalogue of Life.